# Harry Sacksioni
Harry Sacksioni (Amsterdã, 23 de outubro de 1950) é um compositor dos Países Baixos de música clássica e um guitarrista virtuoso. Seus trabalhos não têm apelo comercial, assim ele não costuma aparecer na mídia. Suas gravações figuram entre gravadoras independentes e entre o meio acadêmico.